# B級グルメ
B級グルメ（ビーきゅうグルメ）とは、安価で、贅沢でなく、庶民的でありながら、気軽に食べられる料理のこと。またそのような料理を好んで食べること。
“まちおこし”を目論む自治体、業者、市民グループが考え出したメニューはご当地グルメ、B級ご当地グルメと呼ばれるが、こちらを「B級グルメ」と呼ぶことも一般的となっている。

## 概要
B級グルメは、1985年、1986年頃から使われるようになっている用語・概念である。外食の他に、家庭料理の場合もある。
ただし、2006年頃から、各地で安価で庶民的な料理を新たに造り、それを自地域のものとして地域おこしに活用しようとする試みが目立つようになった。その結果、「B級グルメ」全般を指さずに、特定の地域に結びつけようとした料理、つまり「ご当地グルメ」「B級ご当地グルメ」に焦点が当たることが増えてきた。
やがて、B級グルメはメディアをはじめ食品加工メーカーや観光協会、自治体、そして最終消費者を巻き込み、地域の一大活動へ変化していくと同時に、一般的な家庭料理によるまちおこしの様相を呈している。
B級グルメと郷土料理の境界は曖昧であるが、強いて挙げれば、郷土料理は一般的に和風のものが多いが、B級グルメは、カレーやコロッケ、スパゲティなど、元々は洋食として日本に入ってきたものが組み合わされたり、使用される食材が変わったりして、オリジナリティ溢れるものになったものが比較的多いとされる。また「町おこしのため」と称しながら、ご当地料理の名を冠した質の低い料理や加工食品が出回ったり、特定の業者が中心となってまちおこしが広まらなかったりしたため、愛Bリーグ（ご当地グルメでまちおこし団体連絡協議会）事務局が苦言を呈する一方、B級グルメ団体の退会が増えている。

## 用語・概念の歴史
最初に登場したのは1985年とされる。フリーライターの田沢竜次が雑誌『angle』に連載した記事をもとに、『東京グルメ通信 B級グルメの逆襲』（主婦と生活社）が刊行された。そして1986年に文春文庫ビジュアル版で田沢竜次もメインライターとして参加した『B級グルメ』シリーズが刊行され、この用語と概念が広がった。
上記の文春文庫『B級グルメ』シリーズの担当編集者だった里見真三（本名・内藤厚、雑誌『文藝春秋』（文藝春秋）の元編集者）は、女性誌に書いてあった「この料理1万円はお安いわ」という一文に立腹し、「そこいらへんにある普通の食い物を楽しく賞味しよう」とB級グルメを提唱した。
文藝春秋発行の『B級グルメのこれが美味しい！』によると、かつては、5大丼（天丼・うな丼・カツ丼・牛丼・親子丼）と3大ライス（カレーライス・チキンライス・ハヤシライス）を指す言葉であったという。
B級グルメの定義は様々であり、「｢B級グルメ｣ は、いわゆるA級、1級品より低い、2級品の料理を指す」「一定の地域で複数の店舗で提供され、地域の人間によって親しまれ日常的に食されている美味しくて手頃な価格の地域独特の料理」「まちおこしとの関係からみた「B級グルメ」とは、昨今のB級グルメの火付け役である「B-1グランプリ」及び「愛Bリーグ」が定義する、安くて美味しい地元で愛されている食べ物」といった定義が行われている。
一部の自治体は、大切にしたいと考える地元で獲れる食材や生産される食品・飲料を「A級グルメ」と位置づけ、2018年11月13日に「にっぽんA級（永久）グルメのまち連合」設立を発表した。発足時点で参加したのは5市町（島根県邑南町と西ノ島町、福井県小浜市、宮崎県都農町、北海道鹿部町）。この連合以前に提唱されたA級グルメについては、当該項目を参照。

## B-1グランプリ
2006年より開催されているB-1グランプリは、「地域活性化を目的とする町おこしのためのイベント」であり、これに出展している料理は単に「B級グルメ」というよりは、「B級ご当地グルメ」「ご当地グルメ」と呼ぶべきであるが、上述のように「B級グルメ」と呼ぶことが一般化している。

## B級グルメ漫画
バブル崩壊以降の不況やB級グルメブームの浸透に伴いB級グルメを題材とする漫画が数多く発表されるようになり、2013年ころにはグルメ漫画の一角として大きな位置を占めるようになった。
1999年の『駅前の歩き方』（森田信吾）あたりに端を発し、『めしばな刑事タチバナ』（原作：坂戸佐兵衛、作画：旅井とり）で、この路線は極まったとも言える。